# Betulin
Betulin ist eine natürlich vorkommende chemische Verbindung aus der Gruppe der pentacyclischen Triterpene. Diese besitzen einen C30-Körper, dessen Grundgerüst auf fünf Kohlenwasserstoffringen basiert. Vier davon sind Sechsringe, einer ein Fünfring, was das Strukturmerkmal der Stoffgruppe der Lupane darstellt.

## Geschichte
Die Geschichte des Betulins reicht weit zurück. 1788 entdeckte der Chemiker Johann Tobias Lowitz die Substanz und beschrieb sie mit folgenden Worten: „Die kleinen weißen Flocken, welche auf der weißen Rinde des Birkenholzes erscheinen, wenn es in einer bestimmten Nähe an offenes Feuer gebracht wird, und die von Zeit zu Zeit verfliegen, sind eine sehr artige, weiße, zarte Vegetation, die ich erst durch Zufall bemerkte, und sie dann durch Übung schön und häufig sammeln lernte.“

## Vorkommen und Gewinnung

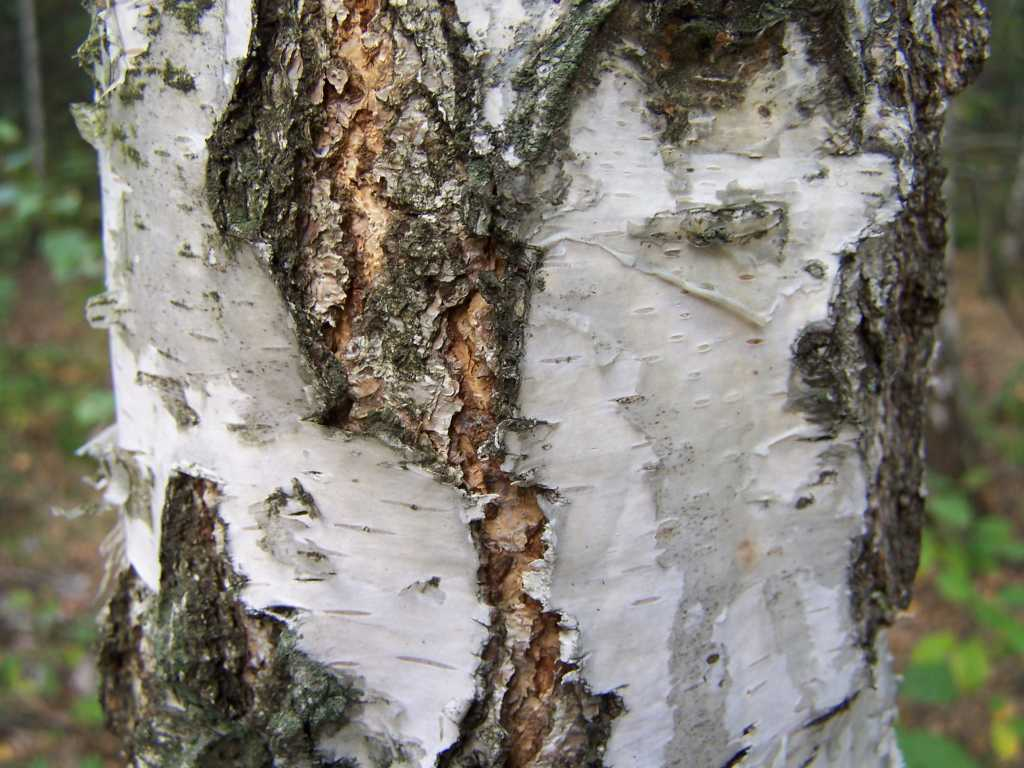
Rinde der Papier-Birke

Pentacyclische Triterpene sind im Pflanzenreich weit verbreitet. So enthält Kork und Rinde der Birken bis zu 40 % pentazyklische Triterpene. Bis zu 34 % der Trockenmasse des weißen Birkenkorks entfallen auf Betulin, im Durchschnitt sind es 22 Prozent. Damit ist Betulin das Haupttriterpen des Birkenkorks. Weitere Komponenten sind die Lupane Lupeol und Betulinsäure sowie Erythrodiol und Oleanolsäure, die zur Gruppe der Oleanane gehören. Sie besitzen, anders als die Lupane, ein Grundgerüst bestehend aus fünf Sechsringen. Neben dem Birkenkork kommt Betulin beispielsweise in geringeren Konzentrationen in den Wurzeln und den Blättern der Weiß-Esche (Fraxinus americana) sowie in den Blättern und der Rinde der amerikanischen Eberesche (Sorbus americana) vor.
Betulin kann leicht durch Extraktion aus trockener weißer Birkenrinde gewonnen werden.

## Eigenschaften
Betulin löst sich nicht in Wasser. In Chloroform ist es gut löslich. Betulin besitzt antientzündliche Eigenschaften.

## Verwendung
Betulin ist die Hauptkomponente eines Birkenrinde-Extrakts, der von 2016 bis 2022 unter dem Namen Episalvan über die europäische Zulassung als Medikament für die Behandlung von dermalen Wunden bei Erwachsenen verfügte. Weiterhin wird Betulin zur Behandlung von Malaria, Tumoren und HIV untersucht.
Betulin wird als emulgierender Zusatz in Haarwaschmitteln genutzt.